# Kościół św. Jana Chrzciciela w Dębnicy Kaszubskiej
Kościół świętego Jana Chrzciciela – rzymskokatolicki kościół parafialny należący do parafii pod tym samym wezwaniem (dekanat Łupawa diecezji pelplińskiej).
Jest to świątynia poewangelicka wzniesiona w 1584 roku. Rozbudowana została w latach 1781–86 o prezbiterium i szerokie, ryglowe ramiona transeptu. Remontowana była w latach 1960–61 i 1977 roku. W latach 90. XIX wieku została ponownie przebudowana.
Świątynia jest szachulcowa i posiada konstrukcję słupowo-ramową. Jej prezbiterium nie jest wyodrębnione w stosunku do nawy, zamknięte jest trójbocznie, z boku znajdują się dwa aneksy. Kościół został wzniesiony na planie krzyża. Ramiona transeptu są zamknięte ścianą prostą i posiadają kalenice niższe w stosunku do nawy głównej. Z przodu znajduje się murowana wieża. Jest ona zwieńczona dachem namiotowym z wieżyczką z ośmiokątnym iglicowym dachem hełmowym i smukłą latarenką. Dach budowli jest jednokalenicowy i pokryty jest dachówką. Wnętrze świątyni jest otynkowane i nakryte jest stropem belkowym.